# Demonax rufoapicalis
Demonax rufoapicalis är en skalbaggsart som beskrevs av Maurice Pic 1927. Demonax rufoapicalis ingår i släktet Demonax och familjen långhorningar. Inga underarter finns listade i Catalogue of Life.